# DIHK-Servicegesellschaft
Die DIHK-Servicegesellschaften dienen den Auslandshandelskammern für Geschäfte, die sie als Vereine teilweise, auch abhängig vom im Gastland geltenden Recht, nicht eingehen dürften. Sie sind gewinnorientierte Unternehmen, die finanziell keine Unterstützung von den Kammern erhalten. Ihre Dienstleistungen erfolgen sowohl für deutsche Unternehmen im Ausland als auch für Unternehmen des Gastlandes an. Weltweit bestehen etwa 16 dieser DIHK-Servicegesellschaften.
Die DIHK-Servicegesellschaften, die für die einzelnen Auslandshandelskammern an den jeweiligen Orten der Welt gegründet wurden, führen seit 2006 den einheitlichen, eingetragene Namen DEinternational.
DEinternational wird als die Servicemarke von German Industry & Commerce Co. Ltd. (GIC) eingeführt, während letztere als rechtliche Einheit im Hintergrund bleibt. In China spezialisieren sich die DEinternational-Teams in Beijing, Guangzhou, Shanghai, Hong Kong und Taipei darauf, deutsche Unternehmen beim Auf- und Ausbau ihrer Geschäftstätigkeiten in China zu unterstützen.
German Industry & Commerce Greater China (GIC), das Dienstleistungsunternehmen der Auslandshandelskammern in China mit insgesamt über 250 Mitarbeitern in Peking, Schanghai, Guangzhou, Hong Kong und Taipei, berät deutsche Unternehmen, die in China Fuß fassen wollen.